# Ängstlich-vermeidende Persönlichkeitsstörung
Die ängstlich-vermeidende Persönlichkeitsstörung (ÄVPS) ist eine psychische Störung. Sie ist gekennzeichnet durch Gefühle von Anspannung und Besorgtheit, Unsicherheit und Minderwertigkeit. Andere Namen für das Störungsbild sind selbstunsichere Persönlichkeitsstörung (SUP) oder vermeidend-selbstunsichere Persönlichkeitsstörung (historisch auch Hypersensitive Persönlichkeitsstörung).
Betroffene sehnen sich nach Zuneigung und Akzeptanz und sind gleichzeitig überempfindlich gegenüber Kritik und Ablehnung. Diese Zurückweisungsempfindlichkeit geht oft mit eingeschränkter Beziehungsfähigkeit einher. Die Betroffenen betonen potentielle Gefahren oder Risiken alltäglicher Situationen, bis hin zur Vermeidung bestimmter Aktivitäten.

## Beschreibung
Ängstlich-vermeidende Persönlichkeiten fühlen sich unsicher, gehemmt, unattraktiv und minderwertig. Aus Angst vor Kritik, Zurückweisung und Verspottung meiden sie soziale Kontakte. Dabei geraten sie nicht selten in soziale Isolation und brauchen besondere Unterstützung darin, aus der Reserve gelockt zu werden. Ihr geringes Selbstvertrauen wird von anderen meist positiv oder gar nicht gesehen, weil sie sich nicht in den Vordergrund drängen, bescheiden, „pflegeleicht“ und verlässlich sind. Sie sind typischerweise leicht zu beeinflussen und tun sich schwer, „nein“ zu sagen.
Nicht selten genießen diese Menschen ein hohes Ansehen bei ihren Mitmenschen. Denn oft versuchen sie, ihre vermeintlichen Unzulänglichkeiten durch gute berufliche Leistungen oder hohe Aufopferungsbereitschaft zu kompensieren. Typisch sind eine soziale Gehemmtheit sowie Unfähigkeitsgefühle, Schüchternheit, leichtes Erröten und schnelle Verlegenheit und ständige Selbstzweifel. Häufig besteht eine ausgeprägte Empfindlichkeit gegenüber negativer Kritik, Demütigung und Beschämung. Oft wird in Gesprächen Blickkontakt vermieden. In sozialen Kontakten wirken sie oft angespannt, gehemmt, gequält, distanziert. Der Redefluss ist häufig gehemmt.

## Diagnostik

### ICD-10
Im ICD-10 ist die ängstlich-vermeidende Persönlichkeitsstörung unter Code F60.6 enthalten. Für die Diagnose müssen mindestens vier der folgenden Eigenschaften oder Verhaltensweisen vorliegen:
1. andauernde und umfassende Gefühle von Anspannung und Besorgtheit;
2. Überzeugung, selbst sozial unbeholfen, unattraktiv oder minderwertig im Vergleich mit anderen zu sein;
3. übertriebene Sorge, in sozialen Situationen kritisiert oder abgelehnt zu werden;
4. persönliche Kontakte nur, wenn Sicherheit besteht, gemocht zu werden;
5. eingeschränkter Lebensstil wegen des Bedürfnisses nach körperlicher Sicherheit;
6. Vermeidung beruflicher oder sozialer Aktivitäten, die intensiven zwischenmenschlichen Kontakt bedingen, aus Furcht vor Kritik, Missbilligung oder Ablehnung.

Überempfindlichkeit gegenüber Ablehnung und Kritik können zusätzliche Merkmale sein.

### DSM-5
In dem aktuellen DSM-5 ist die vermeidend-selbstunsichere Persönlichkeitsstörung im Kapitel Persönlichkeitsstörungen in Sektion II unter 301.82 verzeichnet. Die Einführung ins DSM geht im Wesentlichen auf Theodore Millon zurück. Es handelt sich um ein tiefgreifendes Muster von sozialer Gehemmtheit, Insuffizienzgefühlen und Überempfindlichkeit gegenüber negativer Beurteilung. Der Beginn liegt im frühen Erwachsenenalter, und das Muster zeigt sich in verschiedenen Situationen. Mindestens vier der folgenden Kriterien müssen erfüllt sein:
1. Vermeidet aus Angst vor Kritik, Missbilligung oder Zurückweisung berufliche Aktivitäten, die engere zwischenmenschliche Kontakte mit sich bringen.
2. Lässt sich nur widerwillig mit Menschen ein, sofern er/sie nicht sicher ist, dass er/sie gemocht wird.
3. Zeigt Zurückhaltung in intimen Beziehungen, aus Angst beschämt oder lächerlich gemacht zu werden.
4. Ist stark davon eingenommen, in sozialen Situationen kritisiert oder abgelehnt zu werden.
5. Ist aufgrund von Gefühlen der eigenen Unzulänglichkeiten in neuen zwischenmenschlichen Situationen gehemmt.
6. Hält sich für gesellschaftlich unbeholfen, persönlich unattraktiv und anderen gegenüber unterlegen.
7. Nimmt außergewöhnlich ungern persönliche Risiken auf sich oder irgendwelche neuen Unternehmungen in Angriff, weil sich dies als beschämend erweisen könnte.

### DSM-5 Alternativ-Modell
Das Alternativ-Modell des DSM-5 in Sektion III schlägt folgende diagnostische Kriterien vor:
A. Mittelgradige oder stärkere Beeinträchtigung der Funktion der Persönlichkeit, welche sich durch typische Schwierigkeiten in mindestens zwei der folgenden Bereiche manifestiert:
1. Identität: Geringes Selbstbewusstsein verbunden mit der Selbsteinschätzung, sozial unbeholfen, persönlich unattraktiv oder unterlegen zu sein; ausgeprägte Gefühle von Scham.
2. Selbststeuerung: Unrealistische Erwartungen an sich selbst, verbunden mit der Abneigung, eigene Ziele zu verfolgen, persönliche Risiken auf sich zu nehmen oder neue Unternehmungen in Angriff zu nehmen, wenn diese zwischenmenschliche Kontakte mit sich bringen.
3. Empathie: Starke Beschäftigung mit und Empfindlichkeit gegenüber Kritik oder Zurückweisung, verbunden mit der verzerrten Annahme, von anderen negativ gesehen zu werden.
4. Nähe: Abneigung dagegen, sich mit Menschen einzulassen, sofern man sich nicht sicher ist, gemocht zu werden; eingeschränkter gegenseitiger Austausch in nahen Beziehungen aus Angst, beschämt oder lächerlich gemacht zu werden.

B. Vorliegen von mindestens drei der folgenden problematischen Persönlichkeitsmerkmale, eines davon ist (1) Ängstlichkeit:
1. Ängstlichkeit: Intensives Gefühl von Nervosität, Anspannung oder Panik, oft als Reaktion auf soziale Situationen; Sorge über negative Auswirkungen vergangener unangenehmer Erlebnisse und über mögliche negative Entwicklungen in der Zukunft; ängstliche Gefühle, Besorgnis oder Bedrohungsgefühl bei Unsicherheit; Angst vor Beschämung.
2. Sozialer Rückzug: Zurückhaltung in sozialen Situationen; Vermeidung von sozialen Kontakten und Aktivitäten; fehlende Aufnahme von sozialem Kontakt.
3. Anhedonie: Fehlen von Freude, Engagement oder Energie im Hinblick auf die Dinge des Alltagserlebens; Beeinträchtigung der Fähigkeit, Lust zu empfinden und sich für Dinge zu interessieren.
4. Vermeidung von Nähe: Vermeidung von engen Beziehungen, Liebesbeziehungen, zwischenmenschlichen Bindungen und intimen sexuellen Beziehungen.

### Kritik und Würdigung
Rainer Sachse kritisiert allgemein an der Diagnostik von Persönlichkeitsstörungen, dass empirisch gesicherte Kriterien unberücksichtigt blieben, dass keine zentralen Kriterien definiert würden, obwohl empirisch und theoretisch deutlich sei, dass nicht alle Charakteristika gleich relevant seien. Motive, Schemata würden ebenfalls nicht berücksichtigt. Die Kriterien seien zudem nicht empirisch validiert und damit willkürlich. Auch die Cluster des DSM seien weder empirisch begründet, noch theoretisch nachvollziehbar abgeleitet und würden Störungen zusammenfassen, die sich höchstens oberflächlich ähneln (Sachse, 2019, S. 101).
Für Peter Fiedler bieten die Kriterien des (oben beschriebenen) "aktuelleren" Alternativ-Modells im DSM-5 zur dimensionalen Diagnostik von Persönlichkeitsstörungen "die differenzierteste Perspektive auf das Störungsbild" der ÄVPS.

### Subtypen
Patienten mit einer vermeidend-selbstunsicheren Persönlichkeitsstörung lassen sich nach einer Studie von Alden und Capreol (1993) etwa hälftig in folgende zwei Subtypen differenzieren:
Kühl-distanziertDiese Gruppe lässt sich als „kühl-distanziert“ und „sozial-vermeidend“ (cold-avoidant) beschreiben; kennzeichnend sind Misstrauen und Probleme, warme Gefühle auszudrücken.
Nachgiebig-ausnutzbarCharakteristisch für die „nachgiebig-ausnutzbare“ (exploitable-avoidant) Gruppe ist, dass Betroffene sich von anderen ausgenutzt fühlen oder tatsächlich ausgenutzt werden und es ihnen schwerfällt, anderen Grenzen aufzuzeigen. Im sexuellen Bereich kann dies u. U. Missbrauch durch andere begünstigen.

### Abgrenzung
Bevor eine Diagnose gestellt werden kann, müssen die Symptome gegenüber denjenigen anderer Störungen abgegrenzt werden (Differentialdiagnose). Selbstunsichere Persönlichkeiten ziehen sich beispielsweise aktiv zurück, vermeiden also bewusst soziale Beziehungen, während Menschen mit schizoider Persönlichkeitsstörung (SPS) sich passiv zurückziehen. Der größte Unterschied besteht darin, dass erstere durch ein geringes Selbstvertrauen und durch die Angst vor Zurückweisungen anderer Menschen bedingt ist, was bei der zweiteren weniger eine Rolle spielt. Manche Forscher sind jedoch der Meinung, dass die schizoide und die ängstlich-vermeidende Persönlichkeit lediglich unterschiedliche Varianten ein und derselben Persönlichkeitsstörung sind. Zudem gibt es Hinweise auf genetische Gemeinsamkeiten zwischen beiden.
Ein Problem bei der Abgrenzung liegt in der Kriterienüberlappung mit der sozialen Phobie. Sozialphobiker haben eng umschriebene Ängste (z. B. vor Prüfungen, öffentlichen Reden), während diese sich bei ängstlich-vermeidenden Persönlichkeiten auf viele unterschiedliche Situationen ausdehnen. Außerdem wird die ängstlich-vermeidende Persönlichkeitsstörung stärker als ich-synton erlebt: Das bedeutet, dass trotz Leidensdruck Betroffene ängstliche Denkmuster und ihr unsicheres Verhalten als integrativen Bestandteil ihrer Persönlichkeit betrachten. Sozialphobiker hingegen erleben ihre Symptome meist eindeutiger als Störung, die nicht Teil ihrer Persönlichkeit ist (Ich-Dystonie). Menschen mit sozialen Phobien ängstigen auch eher die sozialen Begleitumstände, während ängstlich-vermeidende Personen sich mehr vor der Intimität und Selbstoffenbarung in engen Beziehungen fürchten. Wichtige Merkmale zur Unterscheidung sind schließlich bei ängstlich-vermeidender Persönlichkeitsstörung das allgemeine Unbehagen in den meisten sozialen Situationen, die deutliche Angst vor Kritik und Zurückweisung und ausgeprägte Schüchternheit. Im Gegensatz zur Sozialphobie zeigen sich Anzeichen einer ÄVPS bereits in der frühen Kindheit und entwickeln sich lebenslang.
Überschneidungen gibt es ebenfalls mit den Merkmalen der abhängigen Persönlichkeitsstörung. Dabei steht allerdings, anders als bei Personen mit ängstlich-vermeidender Persönlichkeitsstörung, das Bedürfnis des Umsorgt-Werdens im Vordergrund. Beide Persönlichkeitsstörungen können gleichzeitig bestehen. Eine ebenfalls häufig auftretende Komorbidität besteht mit der Borderline-Persönlichkeitsstörung.

## Entstehung
Immer häufiger werden auch genetische Faktoren als Ursachen diskutiert – vor allem eine persönlichkeitstypische Vulnerabilität in Form innerer Unruhe, Anspannung, Nervosität und damit einhergehender mangelhafter Reagibilität, die schließlich zu einer erhöhten Verletzbarkeit führt. Diese genetische Prädisposition kann bei ungünstiger Kombination mit negativen psychosozialen Einflüssen im Alltag einen ursächlichen Beitrag zur Entstehung der Störung darstellen. Die bei ängstlich-vermeidenden Personen stark ausgeprägten Persönlichkeitsmerkmale Neurotizismus und Introversion gelten als vererbbar.
Eine Pathogenese, die die Vererbung im Übermaß betont, verfügt aber gerade bei der ängstlich-vermeidenden Persönlichkeitsstörung über keine ausreichende wissenschaftliche Grundlage in Form von genügend aussagekräftigen Studien. Daher sollte auch der möglicherweise entscheidende Einfluss der frühen Kindheit beachtet werden. Bisher liegen dazu allerdings ebenfalls nur Spekulationen und keine belastbaren empirischen Untersuchungen vor.
Die Betreffenden geraten demnach als Kinder in einen Konflikt zwischen Bindungs- und Autonomiebedürfnis. Einerseits sehnen sie sich nach Nähe und Sicherheit, andererseits vermeiden sie enge Beziehungen. Dieser grundlegende Konflikt der psychosozialen Entwicklung wird nicht erfolgreich gemeistert. Kommt es zu tatsächlicher Zurückweisung und Abwertung durch Eltern, Freunde oder andere nahestehende Personen, können diese verinnerlicht (internalisiert) werden und sich in Selbstabwertung und Selbstentfremdung fortsetzen. Infolgedessen wird kein gesunder Selbstwert aufgebaut; soziale Herausforderungen und Bindungen werden zunehmend ängstlich vermieden oder stellen sich zumindest angstbesetzt dar. Zusätzlich unterschätzen Betroffene ihre eigenen interpersonellen Fähigkeiten und haben in Stresssituationen oft ungünstige, kontraproduktive und selbstkritische Gedanken. Ihr Verhalten ist Ausdruck von Angst und Hilflosigkeit gegenüber den elterlichen Erziehungspraktiken; bisweilen kommt es später zu Entfremdung. Eltern werden als unterdrückend, einengend, emotionsarm und wenig einfühlend erlebt (siehe auch Doppelbindungstheorie).

## Häufigkeit
Die Häufigkeit der selbstunsicheren Persönlichkeitsstörung liegt bei etwa 1 % – 2 %. Männer sind ebenso häufig betroffen wie Frauen. Im Vergleich dazu ist die Wahrscheinlichkeit, im Leben an einer sozialen Phobie zu erkranken, deutlich höher und liegt bei zirka 11–15 %. Da beide Erkrankungen ähnliche Symptome zeigen, bekommen viele Betroffene auch beide Diagnosen (in bis zu 46 % der Fälle).

## Verlauf
Das ständige Vorherrschen von Angst und Anspannung kann zu einem weiteren Rückgang sozialer Kompetenzen führen. Dies ermöglicht einen Teufelskreis, sodass Betroffene potentiell gefährliche soziale Situationen meiden. Neue Erfahrungen oder alternative Möglichkeiten werden dadurch kaum noch erlebt. Partnerbeziehungen sind selten und oft konfliktbeladen. Starke Verlassensängste und Abgrenzungsprobleme können zu Beziehungsabbrüchen führen und damit zu einer Bestätigung von Befürchtungen und Wiederholung negativer Erfahrungen.
Im Gegensatz zu vielen anderen Persönlichkeitsstörungen wie der schizoiden Persönlichkeitsstörung oder der antisozialen Persönlichkeitsstörung verspüren die Betroffenen einen hohen subjektiven Leidensdruck. Da die Lebensqualität spürbar eingeschränkt ist, sind viele auch bereit, professionelle Hilfe anzunehmen. Es besteht eine hohe Therapietreue.
Die für die ängstlich-vermeidende Persönlichkeitsstörung charakteristischen Symptome scheinen über die Zeit hinweg relativ stabil zu sein. Es handelt sich bei der ÄVPS um ein vernachlässigtes Krankheitsbild, das angesichts seiner Häufigkeit und der mit ihm einhergehenden Belastungen mehr Forschung bedarf.

## Behandlung
Psychotherapeutische Behandlungsverfahren gelten als Methode der Wahl zur Behandlung von ängstlich-vermeidenden Persönlichkeitsstörungen. Verhaltenstherapeutische Therapieansätze erweisen sich als überlegen gegenüber unspezifischen Verfahren. Gruppen- und einzeltherapeutisches Training sozialer Kompetenzen kommt zum Einsatz, wobei sich Gefühle der Einsamkeit und des Alleingelassenseins durch Sozialtraining nur schwerer beeinflussen lassen (Cappe und Alden, 1996). Gruppentherapie kann Menschen mit ÄVPS helfen. Da der Gruppenmodus soziale Ansprüche stellt, bietet er den Betroffenen ein sinnvolles Übungsfeld (Piper & Joyce, 2001). Die Auseinandersetzung mit biographischen Aspekten und Denkschemata sind häufige Therapieinhalte. Kognitive Verhaltenstherapie kann zu Verbesserungen hinsichtlich der Selbstunsicherheit, Angst vor negativer Bewertung, Vermeidung und Depressivität beitragen.  In einer vergleichenden Studie bei depressiven Patienten mit ÄVPS war der kognitiv-verhaltenstherapeutische Ansatz der interpersonalen Therapie überlegen (Barber und Muenz 1996). Neuere Ergebnisse einer randomisierten kontrollierten Studie zur Behandlung der ÄVPS zeigten ebenfalls eine Überlegenheit des kognitiv-verhaltenstherapeutischen Vorgehens im Vergleich zu einer Wartekontrollgruppe und auch zur psychodynamischen Therapie nach Luborsky (Emmelkamp et al. 2006). In der Studie von Alden (1989) zeigte sich, dass die Patienten trotz deutlicher Verbesserungen im Sozialverhalten durch ein reines Gruppentraining sozialer Kompetenzen nicht ein Funktionsniveau erreichten, das als normal zu bezeichnen ist. Auch in den Studien von Barber (1997) und Renneberg (1990) erreichten die Teilnehmenden nur selten das Niveau gesunder Vergleichspersonen. Empirische Belege für Wirksamkeit finden sich eingeschränkt auch bei der interpersonellen Therapie und bei der psychodynamischen Therapie.
Alternative Verhaltensweisen, die in Richtung "Initiative" und "Risiko" gehen, können im Rahmen einer Psychotherapie systematisch verstärkt werden. Z.B. wenn ein Klient sich traut, von sich aus ein Gespräch aufzunehmen, einen potenziellen Partner anzusprechen, etwas von sich preiszugeben oder positive Informationen über sich selbst wahrnimmt und annimmt. Dem Betroffenen sollten genügend Möglichkeiten eingeräumt werden, die eigenen Unsicherheiten und Widersprüche zu erkennen. Zur Stärkung des Selbstbewusstseins können verschiedene Techniken wie gezielte Hilfestellungen, Verhaltensrückmeldungen, Rollenspiele oder Video-Feedback genutzt werden. Mögliche Zustände von Einsamkeit oder Depression erfordern oft weitergehende Therapiestrategien. Oft verringern sie sich jedoch durch vermehrte (positive, fördernde) soziale Kontakte. Neben dem einzeltherapeutischen Vorgehen hat sich auch die Therapie in Gruppen bewährt.
Bisher liegt allerdings keine Metaanalyse zur Wirksamkeit der Psychotherapie bei ÄVPS vor. Ergebnisse aus Metaanalysen über die psychotherapeutischen Behandlungen der sozialen Phobie sind nicht 1:1 übertragbar, weil davon auszugehen ist, dass die Symptomatik bei ÄVPS schwerer ausgeprägt ist. Weiterhin fehlen Untersuchungen zu Unterschieden in der Wirksamkeit für Gruppen oder Einzeltherapie.
Symptome wie Angst und Unbehagen lassen sich mit angstlösend oder antidepressiv wirkenden Psychopharmaka reduzieren. Die Symptome stellen sich nach dem Absetzen jedoch wieder ein (Koenigsber et al. 2002). Der Einsatz von Psychopharmaka zur Behandlung von ÄVPS ist wissenschaftlich jedoch nicht hinreichend belegt.